# Cerkiew Cudownego Zbawiciela w Rogawce

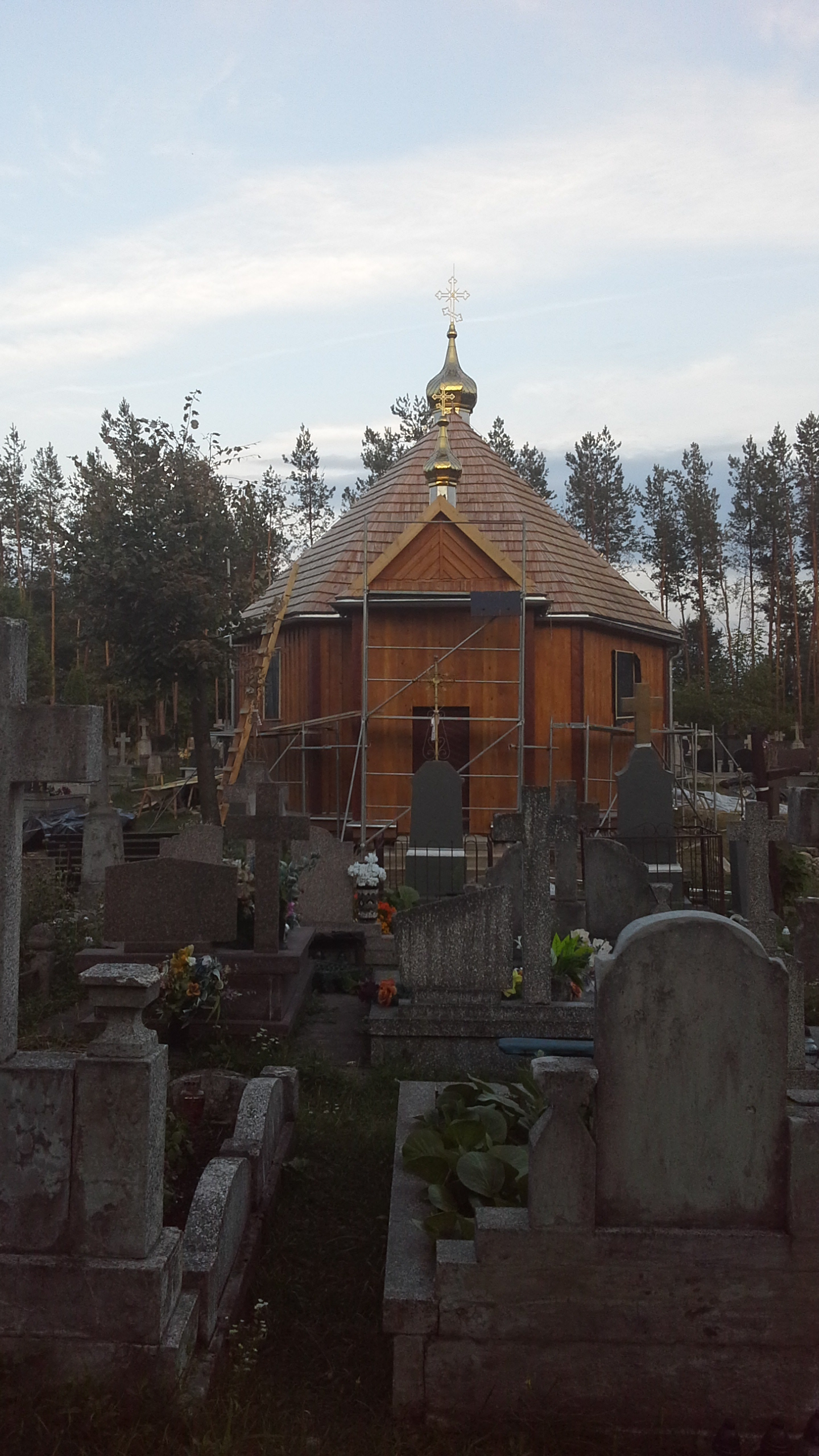
Widok cerkwi od zachodu

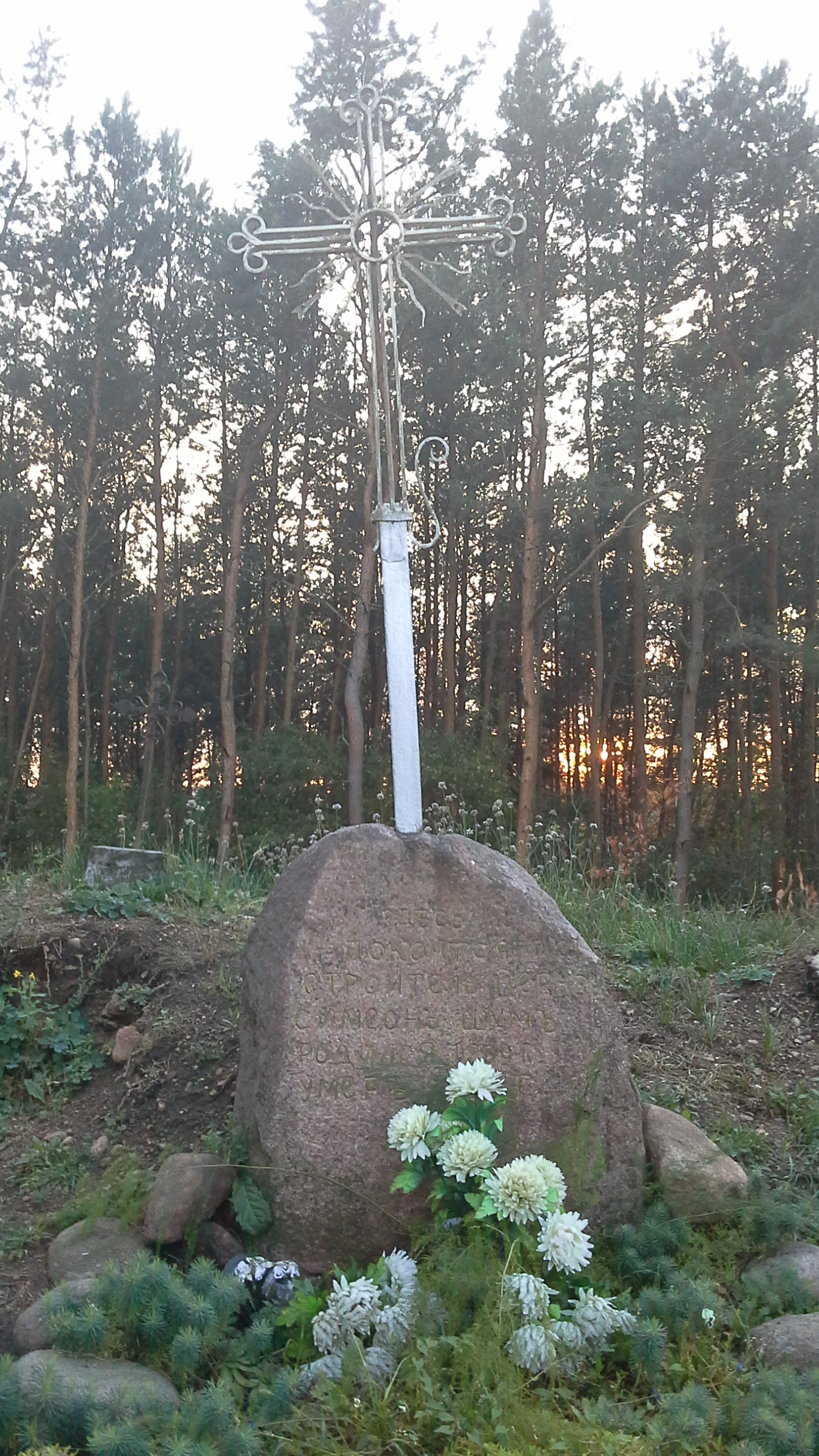
Nagrobek fundatora świątyni rogawskiej na cmentarzu przy cerkwi

Cerkiew Cudownego Zbawiciela – prawosławna cerkiew parafialna w Rogawce. Należy do dekanatu Siemiatycze diecezji warszawsko-bielskiej Polskiego Autokefalicznego Kościoła Prawosławnego.
Świątynia została wzniesiona w latach 50. XIX w. z inicjatywy Szymona Szuma, mieszkańca Rogawki, na miejscu starszej cerkwi istniejącej co najmniej od 1646. Od momentu poświęcenia jest niemal nieprzerwanie czynna (z przerwą w okresie bieżeństwa od 1915 do 1918). Do 1996 była jednym z filialnych obiektów sakralnych parafii Świętych Piotra i Pawła w Siemiatyczach, następnie stała się świątynią samodzielnej parafii. Szczególnym kultem od 1893 otaczana była przechowywana w cerkwi ikona Obrazu Chrystusa Nie Ludzką Ręką Uczynionego, skradziona w 1980 i zastąpiona dokładną kopią. We wnętrzu świątyni znajduje się XIX-wieczny ikonostas.
Cerkiew położona jest w obrębie cmentarza prawosławnego usytuowanego na zalesionym wzgórzu ok. 250 metrów na południowy zachód od drogi przecinającej Rogawkę.

## Wezwanie
Pierwotnie cerkiew w Rogawce nosiła wezwanie św. Szymona Słupnika, patrona fundatora budowli Szymona Szuma. W 1893 świętem patronalnym cerkwi stało się wspomnienie Przeniesienia z Edessy do Konstantynopola „Cudownego Obrazu Zbawiciela na Chuście”. W roku tym w rejonie Siemiatycz wybuchła epidemia cholery. Z powodu przenikania się w regionie tradycji prawosławnych i katolickich, cała miejscowa ludność modliła się w podobnych wypadkach do św. Rocha, czczonego w Kościele katolickim m.in. jako opiekun ofiar zarazy i który był również patronem kościoła w pobliskich Miłkowicach. Wspomnienie liturgiczne wymienionego świętego przypadało 16 sierpnia. W tym samym dniu według kalendarza juliańskiego przypada prawosławne święto Przeniesienia z Edessy do Konstantynopola Cudownego Obrazu Zbawiciela na Chuście. Prawosławni mieszkańcy Rogawki, w intencji ratowania się przed zarazą, postanowili ufundować wizerunek związany z tym właśnie świętem – ikonę Obrazu Chrystusa Nie Ludzką Ręką Uczynionego (Acheiropoietos). Przyjęli również, iż w tym dniu wypadać będzie święto patronalne cerkwi. W oficjalnych wykazach parafii prawosławnych rogawska cerkiew figuruje pod uproszczonym wezwaniem Cudownego Zbawiciela. W Katalogu zabytków sztuki w Polsce nieściśle wskazano podwójne wezwanie Nie Ludzką Ręką Uczynionego Obrazu Zbawiciela i Szymona Słupnika, łącząc wezwanie historyczne z aktualnym.

## Historia
Pierwsza cerkiew w Rogawce powstała przed 1646, jej patronem był św. Dymitr Sołuński. W wymienionym roku została uposażona przez Annę Lubecką. W tym momencie była to świątynia unicka. W 1726 cerkiew tę określono jako „starą”. W 1839 budowla sakralna w Rogawce stała się własnością Rosyjskiego Kościoła Prawosławnego na mocy postanowień synodu połockiego, likwidującego Kościół unicki w Imperium Rosyjskim z wyjątkiem diecezji chełmskiej.
Nową świątynię na miejscu starszej ufundował mieszkaniec Rogawki Szymon Szum. Według inskrypcji, która do 1946 znajdowała się na tablicy nad wejściem do świątyni, nastąpiło to w 1854. Datę o cztery lata późniejszą podał Fiodor Griebienszczikow w swoim opracowaniu poświęconym dziejom cerkwi Świętych Piotra i Pawła w Siemiatyczach z 1877. Obiekt zbudował miejscowy cieśla. W 1858 w sąsiedztwie cerkwi wzniesiono drewnianą dzwonnicę, na której zawisły trzy dzwony: dwa z Węgrowa i jeden z pracowni D. Szmagina w Moskwie.
W latach 1863–1866 w obiekcie wystawiona była dla kultu czczona jako cudotwórcza kopia Galackiej Ikony Matki Bożej pochodząca z cerkwi w Narojkach i przeniesiona do Rogawki na czas wznoszenia w tejże miejscowości nowej świątyni prawosławnej.
Po ustaniu epidemii cholery r. 1893, napisana w tym samym roku ikona Obrazu Chrystusa Nie Ludzką Ręką Uczynionego stała się obiektem szczególnej czci w miejscowej społeczności prawosławnej. Pojawił się zwyczaj jej procesyjnego przenoszenia z domu do domu w dniu święta patronalnego, by odwiedziła każdą prawosławną rodzinę we wsi. Tradycyjnie ikonę mogli nieść jedynie kawalerowie, a w domu kapłan modlił się za pomyślność jego mieszkańców. W cerkwi obraz stale znajdował się w części ołtarzowej, nad żertwiennikiem (stołem ofiarnym). 
W maju 1914 budowla została oszalowana, a drewno na ten cel przekazał z prywatnego lasu Jan Szum, wnuk fundatora obiektu.

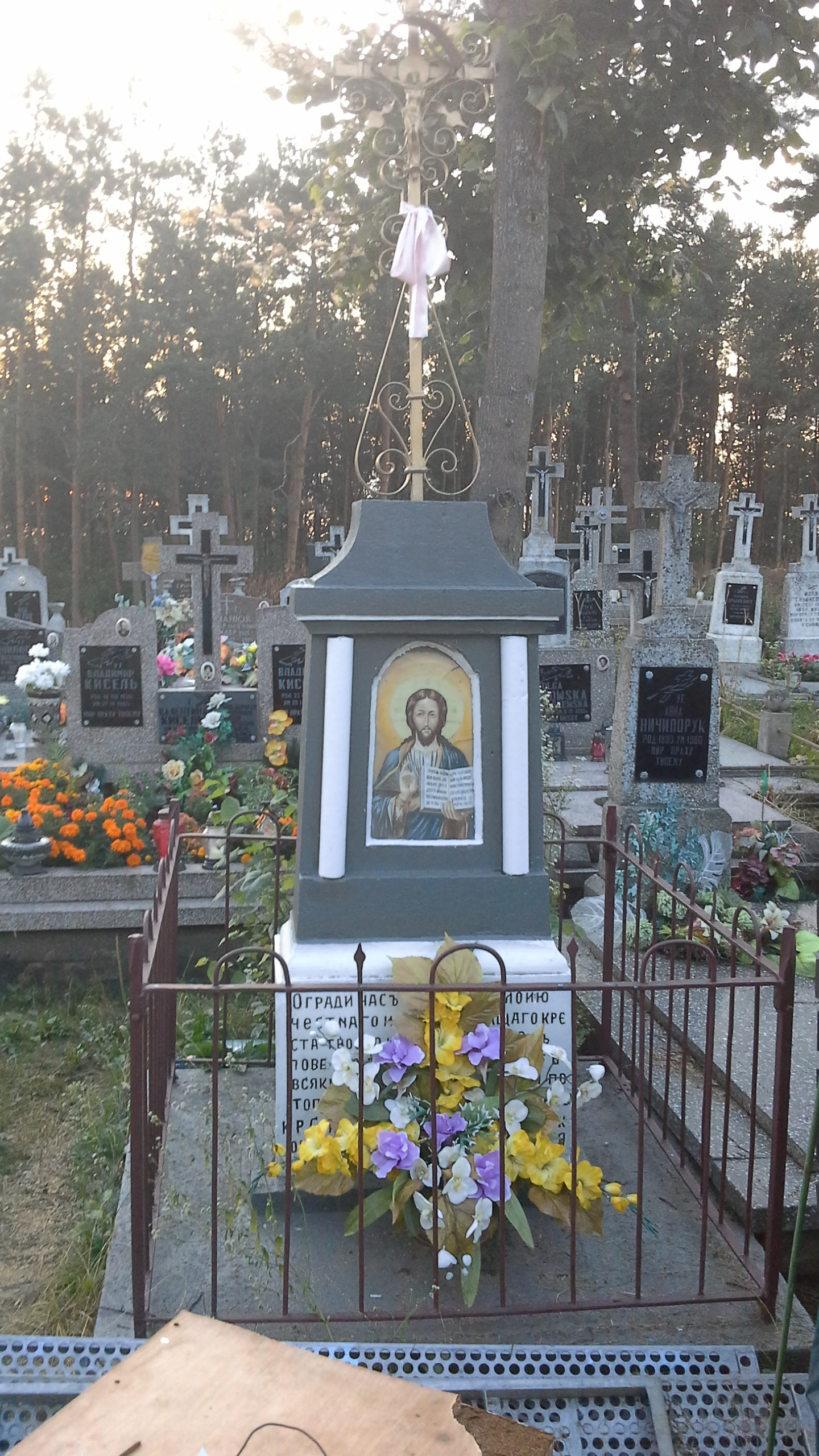
Jeden z krzyży dziękczynnych wystawionych przez ludność prawosławną w podzięce za przetrwanie I wojny światowej

Świątynia pozostawała czynna do 1915, gdy większość prawosławnych mieszkańców Rogawki została ewakuowana w ramach bieżeństwa. Na miejscu pozostali nieliczni, którzy nadal opiekowali się świątynią, a także odprawiali nabożeństwa niewymagające obecności kapłana. Mieszkańcy Rogawki, Cecel, Krupic i Klukowa wystawili na zachód od wejścia do cerkwi trzy krzyże wotywne w podzięce za przetrwanie przez budowlę i ich samych okresu konfliktu wojennego. W czasie I wojny światowej budowla nie poniosła strat.
Od 1922 do 1939 cerkwią szczególnie opiekował się Aleksander Szum, wnuk fundatora. Według różnych źródeł świątynia przetrwała bez uszczerbku również II wojnę światową lub też po jej zakończeniu wymagała kapitalnego remontu. Kilkanaście lat po 1945 szeroko zakrojone prace w cerkwi podjęli parafianie (w tym rodzina Szumów) oraz wikariusz parafii prawosławnej w Siemiatyczach ks. Grzegorz Sosna. W tym okresie dach kryty gontem wymieniono na eternit, a następnie na blachę. Zabezpieczone zostały fundamenty świątyni, wymieniona podłoga oraz sufit, natomiast wnętrze oszalowane dębową boazerią. Cerkiew została zelektryfikowana, zaś do wnętrza wstawiono miedziane świeczniki i feretrony wykonane przez R. Brzeskiego, malarza z Siemiatycz. Wiera Nieroszczuk z Kleszczel wykonała dla świątyni nową Golgotę i Zmartwychwstanie Pańskie. Świątynia pozyskała także dodatkowe komplety szat liturgicznych, a krzyże na ołtarzu i stole ofiarnym pozłocono. Renowacji poddano dzwonnicę i dzwony, z których tylko jeden mógł być nadal wykorzystywany (dwa były rozbite). Remont w całości sfinansowała miejscowa społeczność prawosławna. Od 1973 świątynią opiekował się kolejny przedstawiciel rodziny Szumów – Włodzimierz, prawnuk fundatora.
Po II wojnie światowej cerkiew została raz okradziona. Miało to miejsce w 1980, a złodzieje wynieśli z obiektu ikonę Obrazu Chrystusa Nie Ludzką Ręką Uczynionego z 1893. Sprawców nigdy nie ustalono. Zaginiony wizerunek zastąpiono kopią napisaną przez Wierę Nieroszczuk.
Cerkiew wpisano do rejestru zabytków 29 grudnia 1989 pod nr 731.
W latach 90. XX wieku w obiekcie miały miejsce kolejne prace renowacyjne: pozłocono ikonostas, doprowadzono wodę na cmentarz, który otoczono nowym ogrodzeniem, wykonano także nową bramę prowadzącą na teren świątyni.
Do początku lat 90. XX wieku cerkiew w Rogawce była filialną świątynią parafii Świętych Piotra i Pawła w Siemiatyczach, a nabożeństwa odbywały się w niej w co trzecią niedzielę. Była to także kaplica cmentarna przeznaczona dla prawosławnych mieszkańców Rogawki, Klukowa i Krupic. Od połowy tej samej dekady Święta Liturgia w świątyni ma miejsce co tydzień, w czasie świąt Paschy, Bożego Narodzenia i Zesłania Ducha Świętego oraz w Wielki Czwartek i Wielki Piątek. W sierpniu 1996 na mocy dekretu metropolity warszawskiego i całej Polski Bazylego cerkiew w Rogawce stała się świątynią parafialną. Nadal kultywowane są w niej tradycje związane z ikoną patronalną, której święto przyciąga również pielgrzymów z innych parafii.
29 sierpnia 2015, po zakończonym gruntownym remoncie, cerkiew została poświęcona przez metropolitę Sawę. W 2018 r. wstawiono do niej ikonę św. Jerzego z cząstką relikwii. W 2019 r. świątynia otrzymała nowe dzwony.

## Architektura

### Bryła budynku

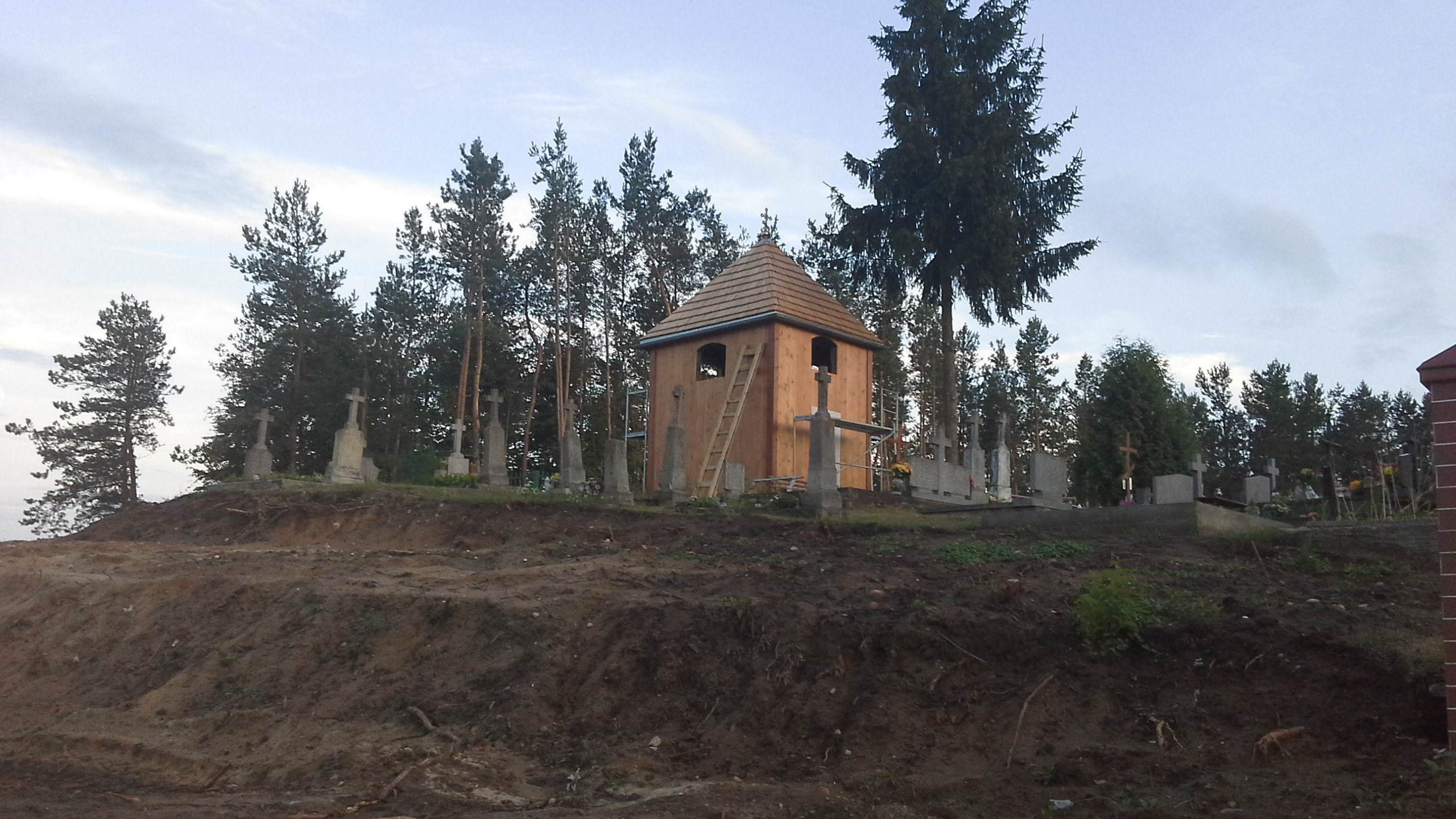
Dzwonnica cerkiewna podczas gruntownego remontu (2014)

Cerkiew w Rogawce jest budowlą drewnianą. Została wzniesiona na planie ośmioboku, w konstrukcji zrębowej. Jest orientowana, salowa, oszalowana. Od frontu obiekt posiada niewielką kruchtę z trójkątnym szczytem. zwieńczonym małą kopułką nad wejściem. Cerkiew kryta jest gontem. Dach nad cerkiewną nawą jest wielopołaciowy, z umiejscowioną w centralnej części ośmioboczną wieżyczką, zwieńczoną kopułką pokrytą złoconą blachą, z sześcioramiennym krzyżem. W sąsiedztwie cerkwi znajduje się drewniana dzwonnica wzniesiona na planie czworoboku, konstrukcji słupowo-ramowej, zwieńczona dachem namiotowym pokrytym gontem.

### Wyposażenie wnętrza
W cerkwi znajdował się jednorzędowy dziewiętnastowieczny ikonostas, z wyobrażeniem Ostatniej Wieczerzy nad królewskimi wrotami. Znajdujące się w nim ikony napisano w stylu neorenesansowym, na złotym tle. Nowy ikonostas, wykonany przez rzemieślników z Ukrainy, umieszczono w 2016. Wartość zabytkową ma również przechowywany w cerkwi wizerunek jej dawnego patrona, Symeona Słupnika z 1860, oraz feretron z II poł. XIX stulecia z widocznymi wyobrażeniami Trójcy Świętej oraz Matki Bożej. Przed ikonostasem, po dwóch jego stronach, wystawione dla kultu są Golgota (po lewej stronie) oraz Zmartwychwstanie Pańskie (po prawej). Nad ikonostasem widoczny jest cerkiewnosłowiański napis Priiditie ko mnie wsi trużdajuszczi i obojemiennii i az upokoju wy (pol. Przyjdźcie do Mnie wszyscy, którzy utrudzeni i obciążeni jesteście, a Ja was pokrzepię). Od strony zachodniej w nawie znajduje się chór muzyczny z ażurową balustradą.